# Список аэропортов Аргентины
| Город        | IATA-Код | ICAO-Код | Аэропорт               |
| ------------ | -------- | -------- | ---------------------- |
| Аргентина    |          |          |                        |
| Буэнос-Айрес | AEP      | SABE     | «Хорхе Ньюбери»        |
| Буэнос-Айрес | EZE      | SAEZ     | «Эсейса»               |
| Буэнос-Айрес | MRN      | SAMO     | «Морон»                |
| Буэнос-Айрес | JST      | SASJ     | «Сан-Хусто»            |
| Буэнос-Айрес | RLP      | SALP     | «Рио-де-ла-Плата»      |
| Буэнос-Айрес | SFE      | SASF     | «Сан-Фернандо»         |
| Буэнос-Айрес | TOR      | SATO     | «Торкуато»             |
| Буэнос-Айрес | DEM      | SADM     | «Де-Майо»              |
| Буэнос-Айрес | EPR      | SAEP     | «Паломар»              |
| Неукен       | NQN      | SAZNC    | «Президент Перон»      |
| Сапала       | APZ      | SAHZ     | «Вице-коммодор Олецца» |